# Владо Малески
Владо Малески е изтъкнат писател, общественик и революционер от Социалистическа Република Македония.

## Биография
Роден в Струга в 1919 година. Учи в Правния факулет на Белградския университет, но не завършва поради Втората световна война и прекъсва обучението си. Участва в комунистическата съпротива. След войната Малески става един от основоположниците на новата македонска проза. Главен редактор е на вестник „Народен войник“, орган на Първа македонска ударна бригада.
Работи като директор на Радио Скопие и редактор на списанията „Нов ден“, „Современост“ и „Разгледи“. По-късно започва дипломатическа кариера - посланик в Ливан, Етиопия и Полша. Член е на Председателството на Социалистическа Република Македония. Става член на Дружеството на писателите на Македония в 1946 година. Автор е на текста на химна на Република Македония „Денес над Македония“. Също така е и автор на сценария за първия македонски игрален филм „Фросина“.
Носител е на наградите „11 октомври“, „4 юли“, „АВНОЮ“, за литературно дело на издателска къща „Мисла“ и „Рациново признание“.
Негов син е Денко Малески, пръв министър на външните работи на Република Македония.

## Творчество
- „Ѓурѓина алова“ (Гюргина алена), разкази, 1950
- „Бранувања“ (Бранувания), разкази, 1953
- „Она што беше небо“ (Тази, която беше небе), роман, 1958
- „Војната, луѓе, војната“ (Войната, люде, войната), роман, 1967
- „Разбој“ (Разбой), роман, 1969
- „Кажувања“ (Казвания), разкази, 1976
- „Записи за Езерко Дримски“ (Записки за Езерко Дримски), роман, 1980
- „Јазли“ (Възли), 1990, роман